# شاهزاده کوساکابه
شاهزاده کوساکابه (به ژاپنی: 草壁皇子, Kusakabe no miko)؛ ۶۶۲ – ۱۰ مه، ۶۸۹ (۲۶−۲۷ سال)) شاعر اهل ژاپن بود. او همسر امپراتریس گنمی بود.